# David José
David José, nome artístico de José Lessa Mattos Silva (São Paulo, 21 de fevereiro de 1942), é um ator, jornalista, roteirista, escritor e historiador brasileiro, também conhecido no meio universitário e literário como David José Lessa Mattos.
David José inicia a carreira artística em 1954, aos 12 anos de idade, na TV Tupi-Difusora de São Paulo, primeira emissora de televisão do país inaugurada em 1950. Durante 5 anos, de 1955 a 1959, interpreta o personagem Pedrinho no seriado Sitio do Picapau Amarelo, na primeira versão para televisão da obra de Monteiro Lobato. Cerca de 30 anos de sua vida foram dedicados a trabalhos no cinema, teatro e televisão, atuando como ator, roteirista e diretor. Outra parte de sua vida esteve ligada aos estudos, à pesquisa acadêmica e às atividades docentes. Formou-se em Ciências Sociais na Universidade de São Paulo, obteve a licença em Sociologia na Universidade de Paris VIII-Vincennes, o mestrado em Sociologia da Cultura na Universidade de Paris X-Nanterre e o doutorado em Historia Social na Universidade de São Paulo.

## Biografia

### Família e Primeiros estudos
David José nasce em São Paulo, em fevereiro de 1942. É o terceiro filho do sergipano José Moura Mattos Silva e da baiana Antônia Lessa da Silva, casal que deixa a cidade de Alagoinhas, na Bahia, e vem para São Paulo com seus filhos Milton e Raimundo, os dois irmãos mais velhos de David. Seu irmão caçula, Antônio, nascerá em São Paulo dois anos mais tarde, em 1944.
O pai de David, José Moura Mattos Silva, era filho único de Idália de Moura Mattos Silva e de Eduardo José da Silva, professores portugueses de letras, fundadores de importante colégio de ensino fundamental e médio na cidade de Aracaju, estado do Sergipe. Antônia Lessa da Silva, sua mãe, era a caçula de três irmãs filhas de Augustinha Lessa de Cerqueira e de Roberto Cerqueira, casal que vivia na fazenda do Curralinho, no interior da Bahia. Em 1919, por iniciativa do jurista Pedro Augusto Carneiro Lessa, ela é levada para Salvador com apenas 4 anos de idade, logo após a morte de Augustinha Lessa de Cerqueira, sua mãe. Em Salvador, é acolhida na influente família Mário Cravo e nela viverá até seus 16 anos. Durante toda a vida, ela guardou uma pequena fotografia de Pedro Lessa, já idoso e barbudo, dizendo que ele era seu avô. Lembrava sempre, com orgulho, que ganhou uma nota de cinco mil réis do ilustre jurista Ruy Barbosa, quando ele e Pedro Lessa a levaram a um teatro em Salvador, e que guardou esse dinheiro por muitos anos. Dizia ainda que, quando criança, também conheceu o jurista Nelson Carneiro e que ele era seu primo. Entretanto, esses relatos da mãe de David nunca puderam ser confirmados, pois a vida pessoal e familiar de Pedro Lessa não é revelada em suas publicações biográficas, com exceção de seu casamento em São Paulo, na juventude. 
David viveu até os 10 anos de idade em Suzano e em Mogi das Cruzes, pequenas cidades bem próximas da capital paulista. Nessa época, seu pai trabalhava como administrador de obras numa companhia de engenharia que construía túneis da estrada de ferro Central do Brasil. Em Mogi das Cruzes, David cursou até o terceiro ano primário na escola municipal, sendo aluno da professora Silvia Mafra Machado. Como gostava de música e estudava piano, costumava participar como cantor de todas as festas de fim de ano do grupo escolar, seguindo o gosto de seu pai por ópera e canto lírico. Ao mesmo tempo, levava uma vida de moleque do interior, pé no chão empinando papagaio ou pipa, jogando bolinha de gude, disputando com a molecada rodadas de pião enrolados em fieiras e jogando futebol, pois era bom de bola e praticou esse esporte até a juventude.
Em 1953, seus pais retornam à cidade de São Paulo e vão morar numa chácara perto do bairro de Santo Amaro, não longe da represa de Interlagos. Seu pai passa a administrar a Cerâmica Angelina, instalada na região e pertencente à família Giobbi. David vai estudar em Santo Amaro, no Colégio Doze de Outubro do Prof. Remo Rinaldi Naddeo. Permanece lá até 1957, e termina o antigo curso ginasial no Liceu Tiradentes, colégio que ficava próximo do Sumaré, bairro para onde sua família havia se mudado. Em 1959, matricula-se no Curso Clássico do Colégio Paes Leme. Em 1962, inscreve-se no cursinho do grêmio da Faculdade de Filosofia, Ciências e Letras da Universidade de São Paulo (USP) e se prepara para o vestibular do Curso de Ciências Sociais. É aprovado e, em 1968, terminada a graduação, vai estudar em Paris, na França, com uma bolsa de estudos oferecida pelo Governo Francês.

## Carreira Artística(parte I)

### 1954-1960: Teatro Escola de São Paulo (TESP)
No fim do ano de 1953, voltando da escola na hora do almoço e caminhando por uma estrada de terra deserta perto da chácara onde morava, David se encontra com atores da TV Tupi-Difusora. Ele conhecia a maior parte deles, pois havia um aparelho de TV em sua casa desde o início da televisão, em 1950. Do grupo de artistas faziam parte o diretor Jota Silvestre, os atores Lima Duarte e Dionísio Azevedo, e as atrizes Lia de Aguiar e Flora Geny. Eles participavam de uma filmagem externa em 16mm, sem áudio, criando cenas para o famoso programa de teleteatro da emissora, o TV de Vanguarda, lançado em 1952 por Walter George Durst, Cassiano Gabus Mendes e Dionísio Azevedo.   
David fica fascinado vendo os atores representarem, tudo parecendo uma grande brincadeira. E quando ouve as atrizes Lia de Aguiar e Flora Geny dizerem que estavam com fome, ele se oferece a ir até sua casa buscar frutas para elas. Pouco tempo depois, ele, sua mãe e seus irmãos trazem para os artistas um cesto cheio de abacates, goiabas e jabuticabas.

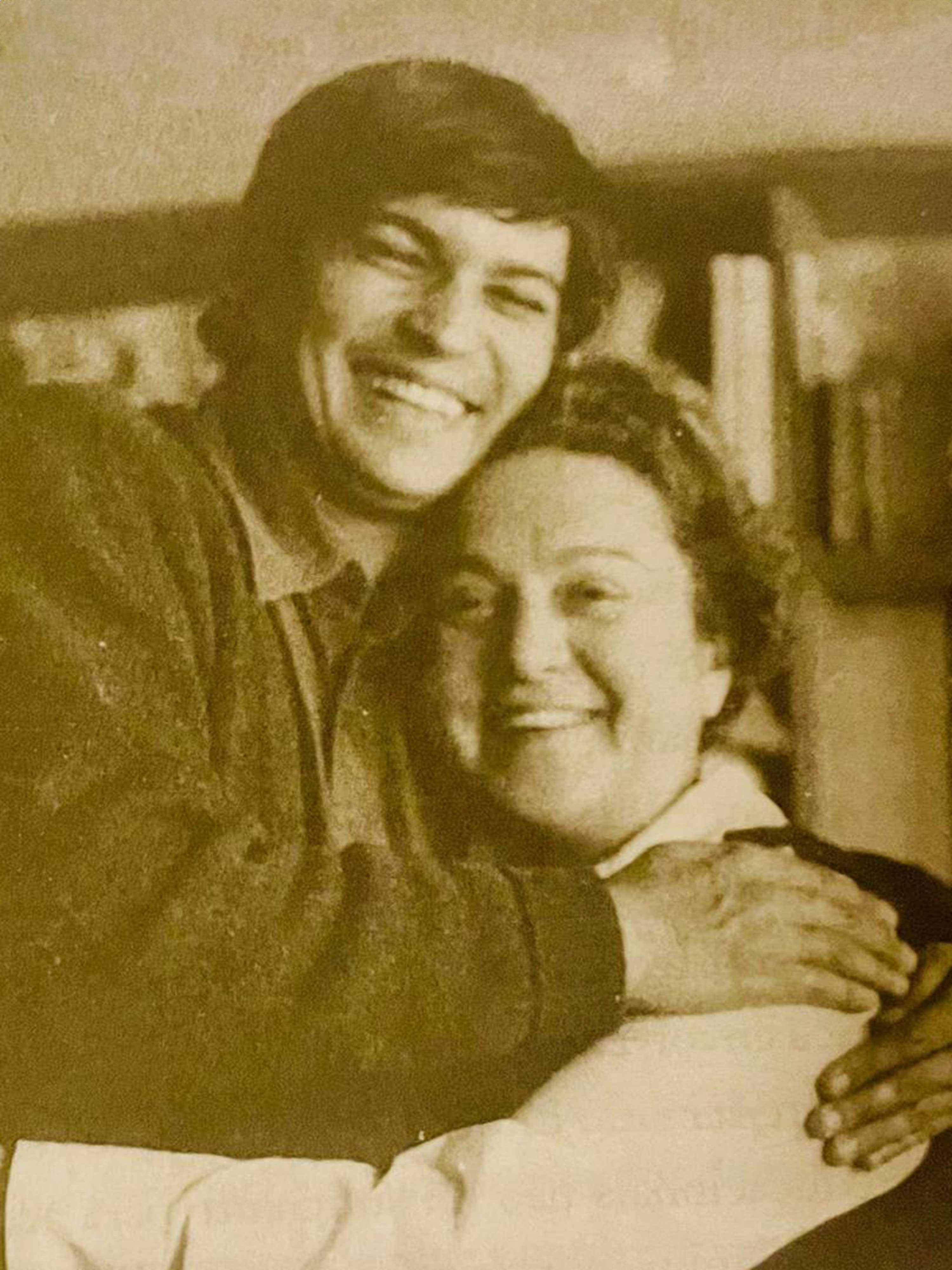
David José e Tatiana Belinky em Paris, 1970.

 Nesse dia, principalmente Lia de Aguiar e Lima Duarte puxam conversa com ele, que lhes conta que já tinha subido no palco do Cine Odeon, em Mogi das Cruzes, nos shows de fim de ano do grupo escolar. Os dois deixam um número de telefone com sua mãe, dizendo que poderiam apresentá-lo ao médico Júlio Gouveia que, com sua mulher Tatiana Belinky, havia criado o Teatro Escola de São Paulo (TESP) e realizava espetáculos de teatro infanto-juvenil na TV Tupi-Difusora. 
O encontro de David com Júlio Gouveia acontece nesse mesmo ano de 1953, pouco antes do Natal. Três meses depois, ele é chamado a participar do Teatro da Juventude, programa de teleteatro infanto-juvenil da TV Tupi-Difusora, com cerca 1 hora e meia de duração, produzido pelo TESP e levado ao ar aos domingos às 10 horas da manhã. 
No dia 4 de abril de 1954, aos 12 anos de idade, David estreia no Teatro da Juventude, em As Aventuras de Tom Sawyer, de Mark Twain, no papel do menino Ben Rodgers. Participavam do elenco Sérgio Rosemberg (Tom Sawyer), Lúcia Lambertini (Tia Polly), Ferruccio Betti (Sid) e também Suzy Arruda e José Serber, entre outros. Ele permanecerá vinculado ao TESP durante toda a sua adolescência, atuando no Teatro da Juventude, no Sítio do Picapau Amarelo e em diversos seriados do programa Fábulas Animadas. 
Em dezembro de 1954, o TESP lança às quintas feiras, por volta das19h30, o seriado Pinóquio, baseado na obra de Carlo Collodi. Paulo Basco interpreta o boneco de madeira, José Serber, o velho Geppetto e, David, o Grilo Falante. No final de 1955, contracenando com a menina Verinha Darcy, David está no papel do menino das cabras no seriado Heidi, uma adaptação da obra da escritora suíça Johanna Spyri.

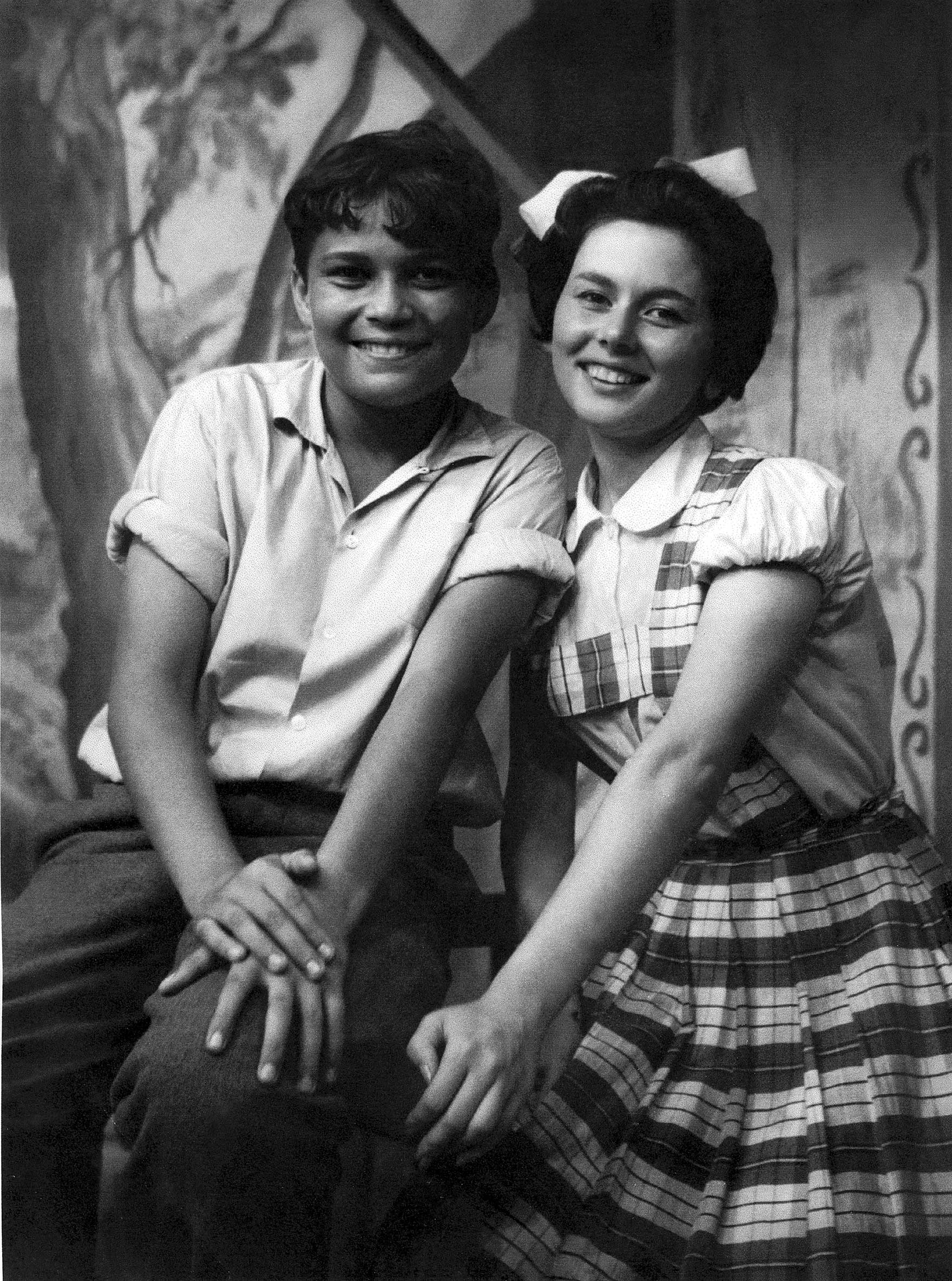
David José, como Pedrinho, e Edi Cerri, como Narizinho, no Sítio do Picapau Amarelo

No segundo semestre de 1955, ele passa a ser o Pedrinho do Sítio do Picapau Amarelo, personagem que representa durante quase 5 anos, até janeiro de 1960, ao lado de Lúcia Lambertini (a boneca de pano Emília), Edy Cerri (Narizinho) e Hernê Lebon (Visconde de Sabugosa).
Em 1956, com Adriano Stuart, Sílvio Boraks, Urânio Benatti, Antônio Moura Mattos e outros, David é um dos meninos perdidos da floresta no seriado Peter Pan, adaptado da obra de James M. Barrie e  estrelado por Edi Cerri, Ainda em 1956, o TESP volta a apresentar em capítulos semanais, no Teatro da Juventude, As Aventuras de Tom Sawyer e, também, As Aventuras de Huckleberry Finn do mesmo Mark Twain. Dessa vez, David é o próprio Tom Sawyer, contracenando com Lúcia Lambertini (tia Polly), o menino João Manuel (Huck), Hernê Lebon (Injun Joe) e com a menina Verinha Darcy no papel de Becky, a namoradinha de Tom na escola dominical.
Em 1957, com Verinha Darcy e Adriano Stuart, ele participa do seriado Pollyanna Moça, uma adaptação da obra de Eleonor H. Porter. Em 1958, novamente As Aventuras de Tom Sawyer e As Aventuras de Huckleberry Finn vão ao ar no Teatro da Juventude com praticamente o mesmo elenco, afora a substituição de Verinha Darcy no papel da namoradinha de Tom por Maria Adelaide Amaral, menina que anos mais tarde se tornaria importante escritora e dramaturga.

### 1955-1966: Ator na TV Tupi-Difusora SP
Em 1955, após atuar como Grilo Falante no seriado Pinóquio, David participa da série Teatro de Romance que a TV Tupi-Difusora apresentava em dois capítulos semanais, com adaptações de famosas obras literárias. Com Adriano Stuart no papel principal e direção de Dionísio Azevedo, ele é um dos meninos ladrões em Oliver Twist, de Charles Dickens. Ainda na série Teatro de Romance, dirigido por J. Silvestre, ele interpreta o menino Kim, da obra de Rudyard Kipling.
Em julho de 1955, a TV Tupi-Difusora decide contratar David como ator. Seu pai dá uma procuração a Júlio Gouveia, que cuida das cláusulas do contrato e exige que ele tenha horas livres para continuar sua formação escolar e que lhe fosse permitido continuar a participar das produções de teleteatro infanto-juvenil do TESP.
Por volta de outubro de 1955, numa coprodução entre a TV Tupi-Difusora e a Companhia Cinematográfica Vera Cruz, têm início as filmagens de O Sobrado, filme baseado na obra O Tempo e o Vento, de Erico Verissimo, com direção de Walter George Durst e Cassiano Gabus Mendes. Neste filme, no papel do menino Rodrigo Cambará, David estreia no cinema, contracenando com Adriano Stuart, Fernando Baleroni, Lia de Aguiar e Dionísio Azevedo.

De 1955 a 1966, num período de 11 anos, ele permanece contratado como ator pela TV Tupi-Difusora e está presente em inúmeros espetáculos do TV de Vanguarda e do Grande Teatro Tupi, os dois principais programas de teleteatro da emissora. 

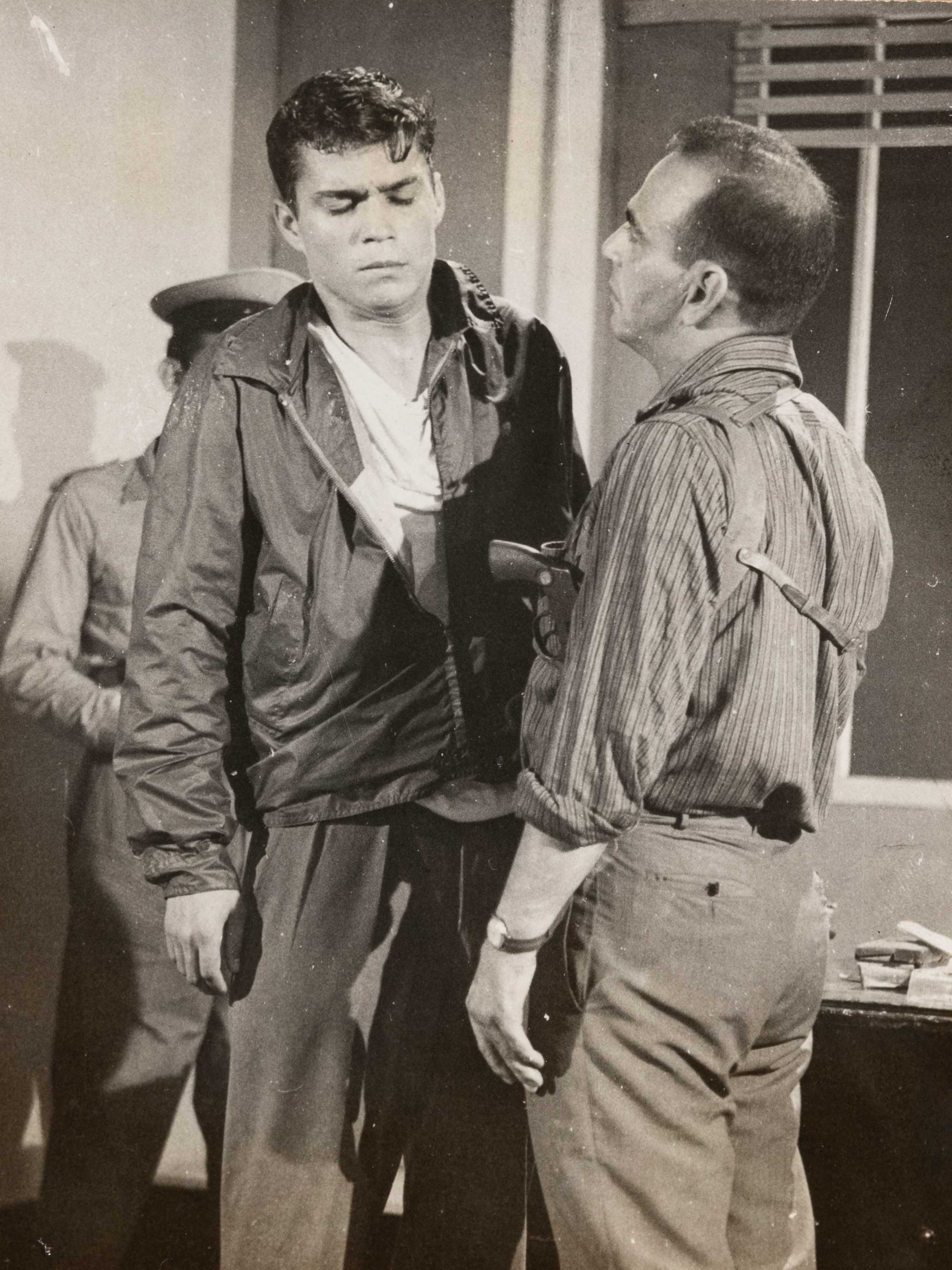
David José e Lima Duarte no Teleteatro, TV Tupi-Difusora, 1963.

 No TV de Vanguarda, levado ao ar aos domingos à noite com direção de Walter George Durst, tiveram grande destaque suas atuações em A Casaca (16/03/1958), texto de autoria de Frank D. Gilroy; A Janela (26/10/1958), peça baseada no filme norte americano The Window; e O Último Pirata (03/07/1960), adaptação de obra de Arkady Avertchenko.
Na adolescência, durante mais de um ano, ele interpreta semanalmente o personagem Joel no seriado Capitão Estrela, criado por Zaé Junior e estrelado por Henrique Martins. Atua também no seriado Ciranda Cirandinha, escrito por Vida Alves, com elenco formado pelos atores infanto-juvenis Verinha Darcy, Henrique Ogala, Adriano Stuart e Sônia Maria Dorce.
Nessa época, ele apresenta o programa infantil Pim Pam Pum e, de 1958 a 1961, juntamente com Sônia Maria Dorce, torna-se um dos apresentadores de Os Menores da Semana, programa semanal produzido por Oscar Nimitz que premiava o trabalho artístico de crianças em espetáculos de música, dança e teatro infantil.
Em 1965, poucos meses antes de romper seu contrato com a TV Tupi Difusora, David tem sua primeira participação em telenovela. Compõe par romântico com a atriz Meire Nogueira em O Preço de Uma Vida, texto original do escritor cubano Félix Caignet, adaptação de Thalma de Oliveira e direção de Henrique Martins. No elenco, entre outros, figuram Sérgio Cardoso, Nívea Maria, Amilton Fernandes, Geórgia Gomide, Percy Aires e Elísio de Albuquerque. 

### 1964-1967: Ator no Teatro de Arena

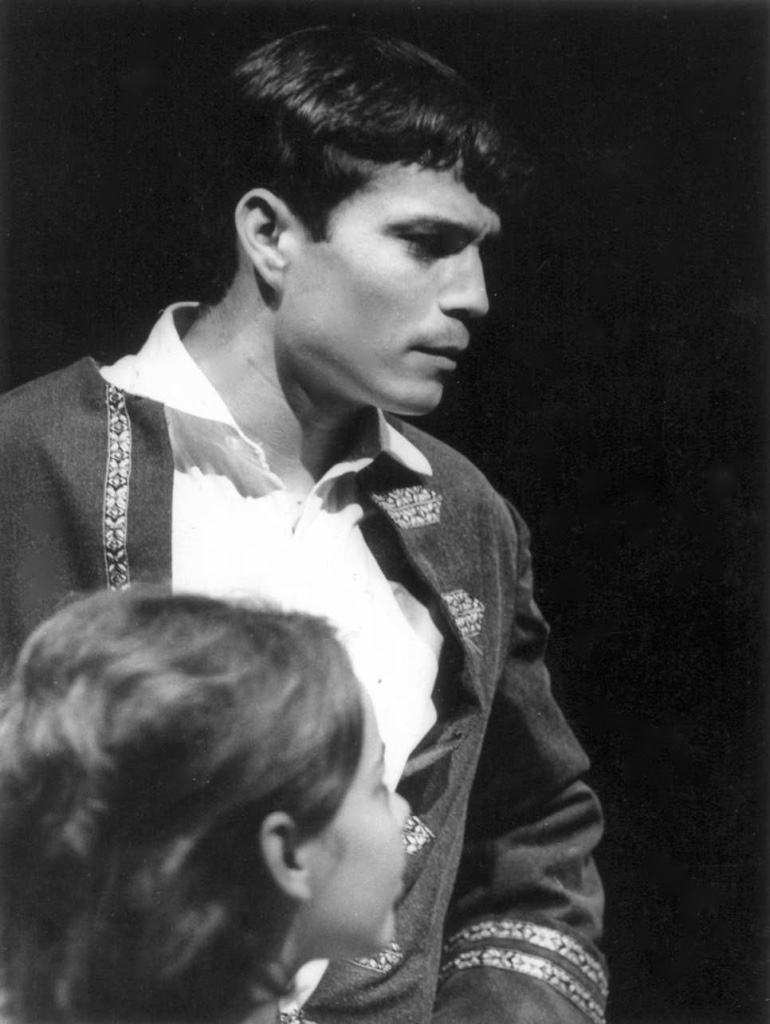
David José e Vanya Sant'Anna em Tartufo, de Molière, SP, 1964

No primeiro semestre de 1964, David encontra-se com Augusto Boal e Gianfrancesco Guarnieri no saguão do Cine Coral, na rua 7 de abril, centro da cidade de São Paulo. Lá era apresentado um festival do cinema soviético com a presença de Nicolai Cherkasov ator principal do filme Alexander Nevsky, dirigido por Serguei Eisenstein. Numa pequena fila para colher o autógrafo do grande ator soviético, Boal e Guarnieri dizem a David para ele passar no Teatro de Arena que o Lima Duarte o havia recomendado para atuar na próxima montagem do grupo. Nessa época, ainda contratado pela TV Tupi-Difusora, ele cursava o segundo ano de Ciências Sociais na Universidade de São Paulo, mas isso não o impediu de participar do espetáculo OTartufo, de Molière, dirigido por Augusto Boal. Do elenco faziam parte Gianfrancesco Guarnieri, Lima Duarte, Myrian Muniz, Paulo José, Ana Mauri, Jairo Arco e Flexa, Vanya Sant'Anna, Antero de Oliveira, Chant Dessian e Assunta Perez (que foi substituída alguns meses após a estreia pela atriz Aracy Balabanian).
Em meados do ano de 1965, o Teatro de Arena lança Arena Conta Zumbi, de autoria de Boal e Guarnieri, com músicas de Edu Lobo, cenário e figurinos de Flávio Império. Nesse espetáculo David tem presença destacada, atuando também como cantor ao lado da cantora Marília Medalha. Arena Conta Zumbi ficou mais de um ano em cartaz, com elenco formado por Gianfrancesco Guarnieri, Lima Duarte, Vanya Sant'Anna, Antero de Oliveira, Chant Dessian e Dina Sfat (substituída pela atriz Suzana de Moraes, filha do poeta Vinícius de Moraes).

Em 1966, o Teatro de Arena monta a peça O Inspetor Geral, de Nikolai Gogol, enquanto Boal e Guarnieri escrevem e preparam o espetáculo Arena Conta Tiradentes, o novo musical do grupo anunciado para o ano seguinte. David não participa da montagem de O Inspetor Geral, mas mantém-se vinculado ao elenco do Teatro de Arena. Nesse ano de 1966, após romper seu contrato com a TV Tupi-Difusora, ele busca dedicar-se mais ao curso de Ciências Sociais, pois havia solicitado uma bolsa de estudos ao Governo Francês e iria precisar de um diploma universitário para fazer pós-graduação na França.

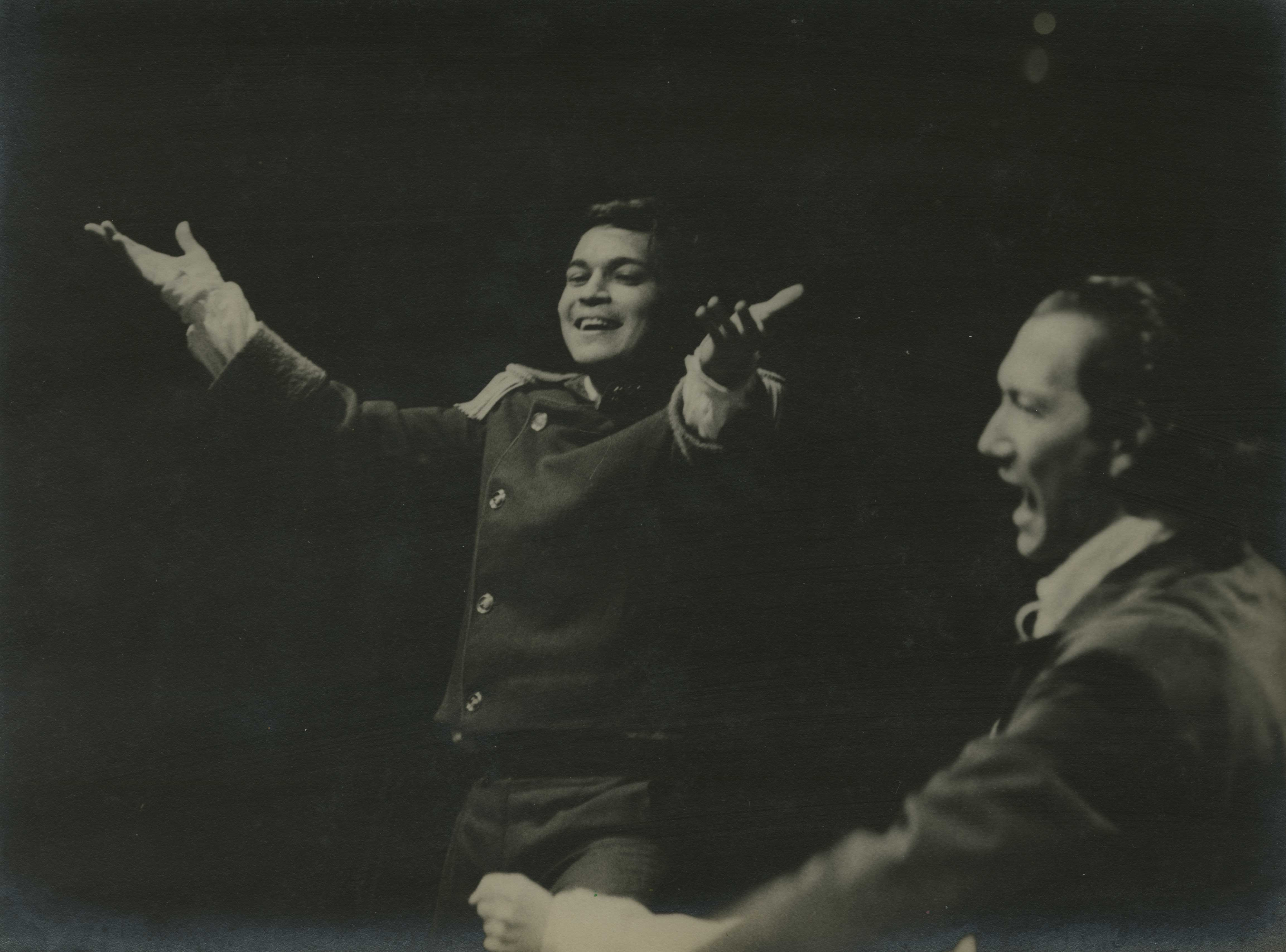
David José e Sílvio Zilber no Teatro de Arena, Arena Conta Tiradentes, 1967.

Em abril de 1967, o Teatro de Arena apresenta o espetáculo Arena Conta Tiradentes, com cenário e figurinos de Flávio Império, e músicas de Theo de Barros, Gilberto Gil e Sidney Miller. 
David interpreta o próprio Tiradentes, num elenco formado por Gianfrancesco Guarnieri, Renato Consorte, Jairo Arco e Flexa, Dina Sfat (substituída pela atriz Célia Helena), Vanya Sant'Anna, Antero de Oliveira, Claudio Pucci e Sylvio Zilber.

### 1967-1968: Ator de novelas (TV Excelsior SP)
Em agosto de 1967, quatro meses após a estreia do espetáculo Arena Conta Tiradentes, morre a mãe de David aos 52 anos de idade, vitima de enfarto fulminante. Ele deixa o espetáculo, sendo substituído pelo ator Zanoni Ferrite, já sabendo que seu pedido de bolsa de estudos havia sido aceito e que, no ano seguinte, viajaria para a França. Mesmo precisando se dedicar aos estudos para terminar sua graduação, ele tem de cumprir o compromisso assumido com a TV Excelsior de atuar na telenovela O Tempo e o Vento, uma adaptação de Teixeira Filho da obra de Erico Verissimo. Nos episódios de Ana Terra, com direção de Dionísio Azevedo, interpreta o personagem Pedro Missioneiro, contracenando com Geórgia Gomide, Carminha Brandão, Hemílcio Froes, Stênio Garcia e outros. A seguir, ainda em O Tempo e o Vento, atua no papel de Juvenal Terra em Um Certo Capitão Rodrigo, ao lado de Carlos Zara e Maria Estela nos principais papeis. 

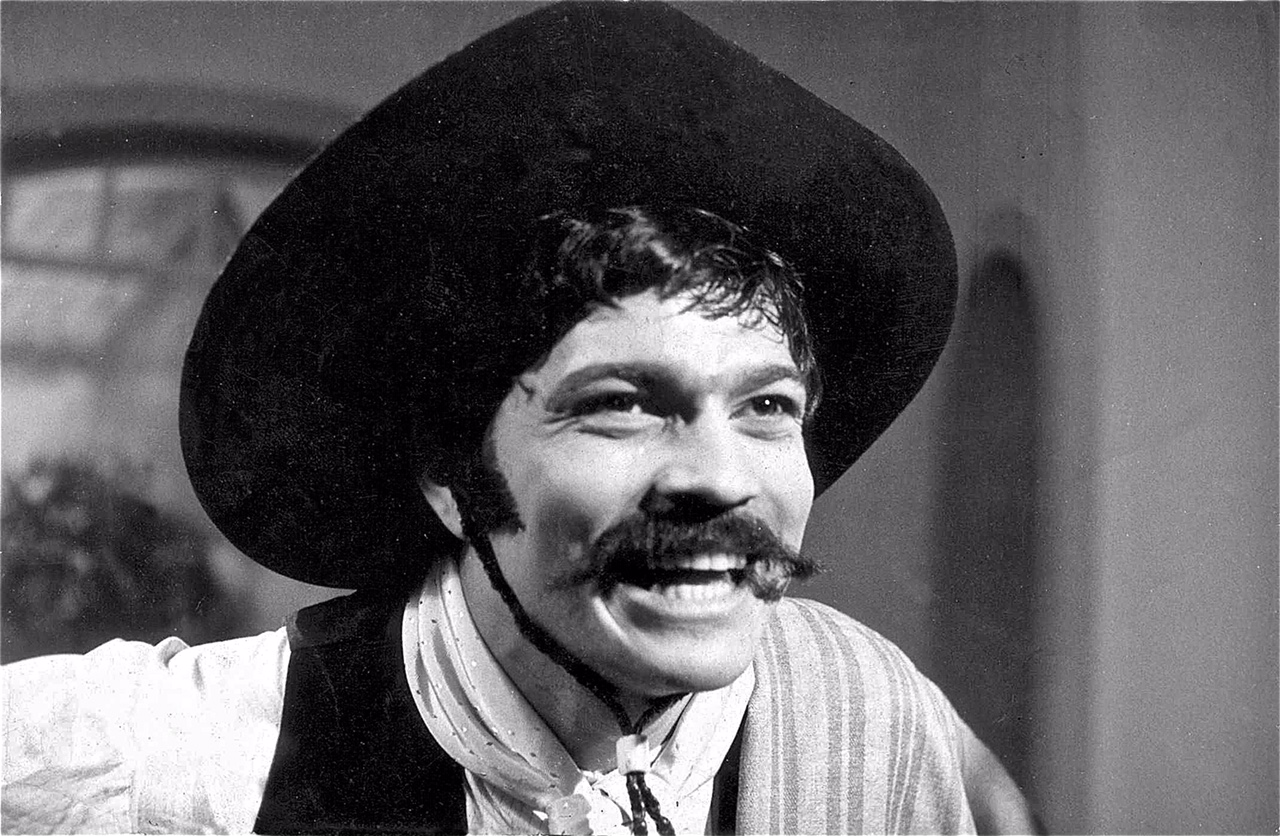
David José como Juvenal Terra na telenovela Um Certo Capitão Rodrigo, episódio de O Tempo e o Vento, de Erico Verissimo (TV Excelsior SP, 1968).

Em janeiro de 1968, casa-se com Lígia Todescan, sua colega de faculdade, que seguirá com ele para a França. Antes da viagem, formando par romântico com a atriz Leila Diniz, participa de O Direito dos Filhos, novela de Teixeira Filho dirigida por Henrique Martins.

## Estudos e jornalismo na França
Em novembro de 1968, com bolsa de estudos de 100 dólares mensais válida por um ano, David desembarca com Lígia em Paris e aí permanece até novembro 1973. No sistema universitário francês, seu diploma brasileiro (licenciado e bacharel em Ciências Sociais) tem apenas equivalência ao Diplome Universitaire d’Études Literaires (DUEL), um grau inferior à licenciatura. Para realizar curso de pós-graduação na França, precisa graduar-se em universidade francesa. No seu primeiro ano como bolsista,1968-1969, matricula-se na recém-criada Universidade de Paris VIII-Vincennes, graduando-se em Sociologia no ano seguinte. Ao mesmo tempo, na École Pratique des Hautes Études da Sorbonne, segue os seminários dos professores Lucien Goldmann (Sociologia da Literatura), Edgar Morin (Sociologia da Comunicação) e Pierre Francastel (Sociologia da Arte). E, no Instituto de Estudos Teatrais da Universidade de Paris, elabora projeto de mestrado sob a orientação do prof. Bernard Dort. 
Em 1969, começa a trabalhar à noite, três vezes por semana, na Radiodifusão-Televisão Francesa (ORTF - Office de Radiodiffusion Télévision Française), que produzia um programa radiofônico de notícias transmitido em ondas curtas para o Brasil e para alguns países da América Latina. Permanece nesse trabalho durante cerca de 4 anos, atuando como tradutor, redator e locutor de notícias, além de produzir um programa semanal sobre teatro. Nesse período, realiza uma série de reportagens nos festivais de teatro da cidade de Nancy, traduz para o português e faz a locução dos jornais cinematográficos Pathé Cinéma e "France-Panorama", e participa de emissões radiofônicas na Radio Deutsche Welle, na cidade de Colônia, Alemanha, e na Radio Dutch World Broadcasting System, na cidade de Hilversun, Holanda.

## Vida Pessoal
Em janeiro de 1968, David casa-se com Lígia Todescan. No mês de junho desse ano, pouco antes da viagem à França, ele se despede de seu pai na cidade de Goiânia, em Goiás. Essa foi a última vez que o viu, pois recebeu em Paris uma carta de seus irmãos, em fevereiro de 1971, comunicando-lhe a morte dele, aos 65 anos.
Em 1972, ainda vivendo na França, David tem o lado direito de seu rosto afetado por uma paralisia facial periférica “a frígore”. Submete-se a uma intervenção cirúrgica para descomprimir o nervo facial e, com risco de não mais poder atuar como ator, decide terminar sua pós-graduação. Em 1972-1973, orientado pela professora Annie Goldmann, conclui o mestrado em Sociologia da Cultura na Universidade de Paris X - Nanterre, com tese intitulada “A questão da cultura nacional no Brasil: introdução a um estudo sociológico”. Onze anos mais tarde, em 1984, sofre no Brasil outra paralisia facial periférica, dessa vez no lado esquerdo do rosto. Abandona em definitivo a vida artística, passando a se dedicar exclusivamente à Universidade e à pesquisa acadêmica.
Vinte e cinco anos depois, em 2001, sob orientação do historiador Carlos Guilherme Mota, torna-se doutor em História Social pela Universidade de São Paulo (USP), defendendo tese intitulada “Cultura brasileira: teatro e televisão em São Paulo – anos 1940 e 1950”.

## Carreira Artística(Parte II)

### 1955-1970: Primeiras atuações no cinema[8]
O primeiro trabalho de David no cinema acontece em 1955, em O Sobrado, filme dirigido por Walter George Durst e Cassiano Gabus Mendes, baseado na trilogia O Tempo e o Vento, de Erico Verissimo. No papel de Rodrigo Cambará, ele contracena com Adriano Stuart, Dionísio Azevedo, Lia de Aguiar e Fernando Baleroni.  
Lampião, Rei do Cangaço, filmado em 1962, é seu segundo trabalho no cinema. Nesse filme, dirigido por Carlos Coimbra, ele interpreta o personagem Lampião quando jovem, integrando um elenco de prestigiados atores e atrizes, entre eles Vanja Orico, Glória Meneses, Leonardo Villar (no papel de Lampião adulto), Dionísio Azevedo, Milton Ribeiro e Geraldo Del Rey.   
Em 1966, indicado por Izaías Almada, seu colega de faculdade e ator do Teatro de Arena, David será um dos protagonistas de Os Marginais, filme com dois episódios de média metragem. No episódio Papo Amarelo, ele interpreta um marginal com direção de Moisés Kendler e fotografia de Dib Lutfi. Figuram no elenco, entre outros, Grande Otelo e seu filho Carlos Prata, Paulo Cesar Peréio, Cartola, Dona Zica e Emmanuel Cavalcanti.
Ainda em 1966, no papel do operário de construção João, ele atua no curta-metragem Domingo no Parque, criado e dirigido por Izaías Almada a partir de música de Gilberto Gil. No papel do feirante José, está Gianfrancesco Guarnieri e, no da namorada, Vera Lúcia Leal. Em 1970, em Paris, David tem pequena participação no filme Céleste, de Michel Gast, estrelado pela atriz italiana Lea Massari, pelo ator francês Jean Rochefort e pela atriz brasileira Débora Duarte. Quando criança, Débora tinha convivido com ele na TV Tupi-Difusora e no Teatro Escola de São Paulo (TESP), de Júlio Gouveia e Tatiana Belinky.

### 1974-1976: docência e pesquisa acadêmica
No final do ano de 1973, David retorna ao Brasil trazendo seu diploma de mestrado e, também, pequenas sequelas da paralisia facial. Seu franco sorriso já não era mais possível e, sempre que mastigava quando comia, seus olhos lacrimejavam e tinha coriza. Ele começa, então, a dedicar-se à universidade e à pesquisa acadêmica, tornando-se professor do curso de administração pública da Fundação Getúlio Vargas de São Paulo e técnico docente de pesquisa no Departamento de Economia do Instituto de Ciências Humanas da Unicamp. Essas atividades, no entanto, não o impedem de ser o narrador de diversos documentários de amigos e de alunos de cinema da Escola de Comunicações e Artes (ECA) da USP.
Nesse ano de 1974, juntamente com o professor de literatura José Carlos Garbuglio, realiza também a seleção de textos e o roteiro do recital literário Ser Tão Sertão, baseado na obra Grande Sertão: Veredas, de João Guimarães Rosa, espetáculo apresentado por Lima Duarte e Rolando Boldrin no Teatro Aplicado de São Paulo. Como ator, participa ainda na TV Globo de um programa especial intitulado Minha Doce Turma, teleteatro escrito por Oduvaldo Vianna Filho, reunindo Gianfrancesco Guarnieri, Flávio Migliaccio, Nelson Xavier, Lélia Abramo e outros atores que trabalharam no Teatro de Arena de São Paulo.

### 1976-1984: cinema, teatro e TV
Em 1977, David volta a se dedicar exclusivamente à vida artística. Dirigido pelo cineasta Roberto Santos, interpreta um pequeno papel no filme Arroz e Feijão, contracenando com a atriz Joana Fomm. 

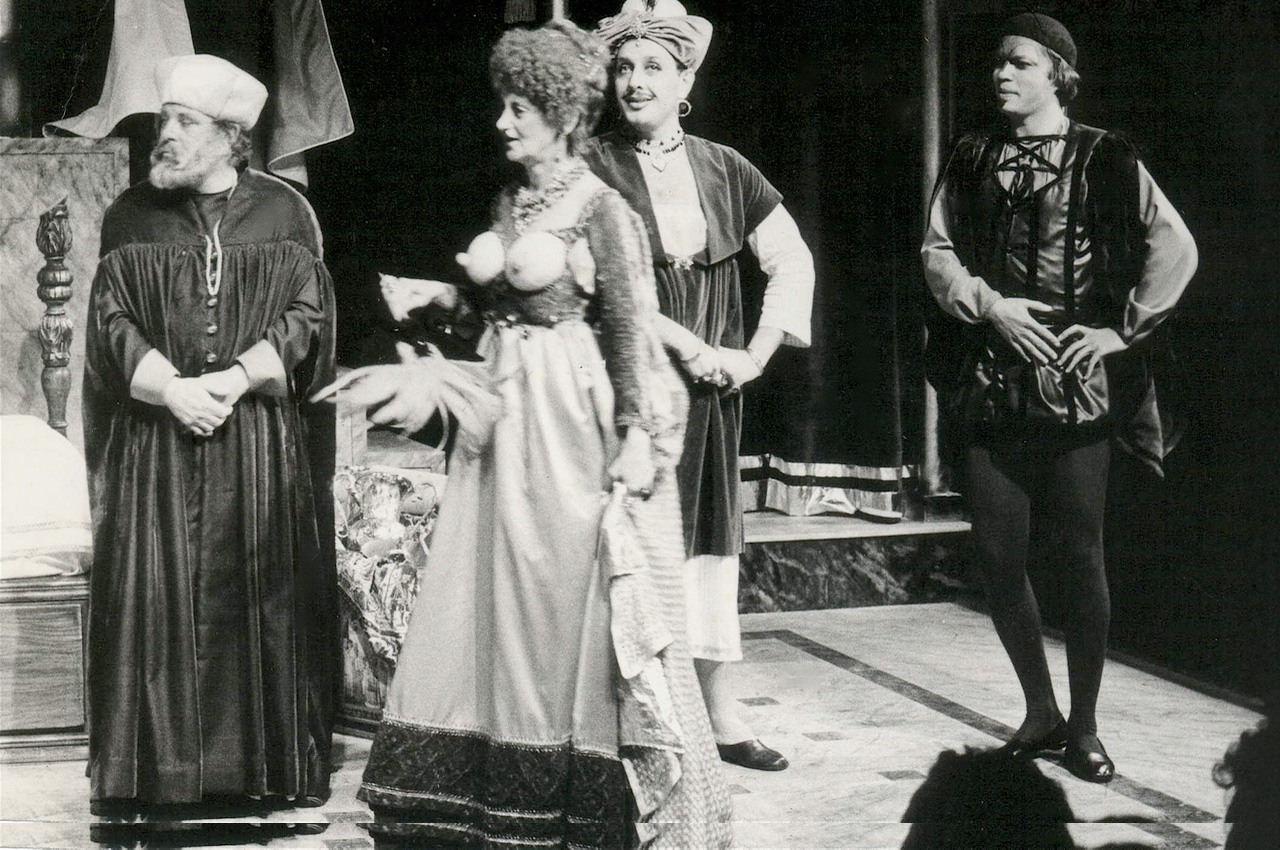
Volpone (Teatro Auditório Augusta, 1977), Esq/Dir: Dante Rui (Juiz), Laura Cardoso (Canina), Lazinho Neto (ajudante), David José (Mosca).

Logo em seguida, com direção de Antônio Abujamra, sobe no palco do Teatro Auditório Augusta e interpreta o personagem Mosca da peça Volpone, de Ben Jonson.
Nesse mesmo ano de 1977, é convidado pelo maestro Benito Juarez, regente da Orquestra Sinfônica Municipal de Campinas, para ser o solista narrador do Salmo Sinfônico O Rei David, de Arthur Honegger. Com a professora Marlyse Meyer, ele traduz o texto francês de René Morax, autor do libreto. No mês de dezembro desse ano de 1977, O Rei David tem duas apresentações no Theatro Municipal de São Paulo e três no teatro do Centro de Convivência da cidade de Campinas, sendo também apresentado como programa especial de natal da Rede Tupi de Televisão. Em maio de 1978, O Rei David é reapresentado no Theatro Municipal de São Paulo por ocasião da comemoração do aniversário de criação de Estado de Israel.
No segundo semestre de 1977, faz grande sucesso como ator, formando par romântico com a atriz Irene Ravache na telenovela O Profeta, de Ivani Ribeiro, protagonizada por Débora Duarte e Carlos Augusto Strazzer. Em 1978, é um dos protagonistas do filme Os Amantes da Chuva, de Roberto Santos, e do filme Uma Estranha História de Amor, de John Doo. Colabora ainda com os cineastas João Batista de Andrade e Alain Fresnot na elaboração final do roteiro de Doramundo, filme em que representa um pequeno papel.

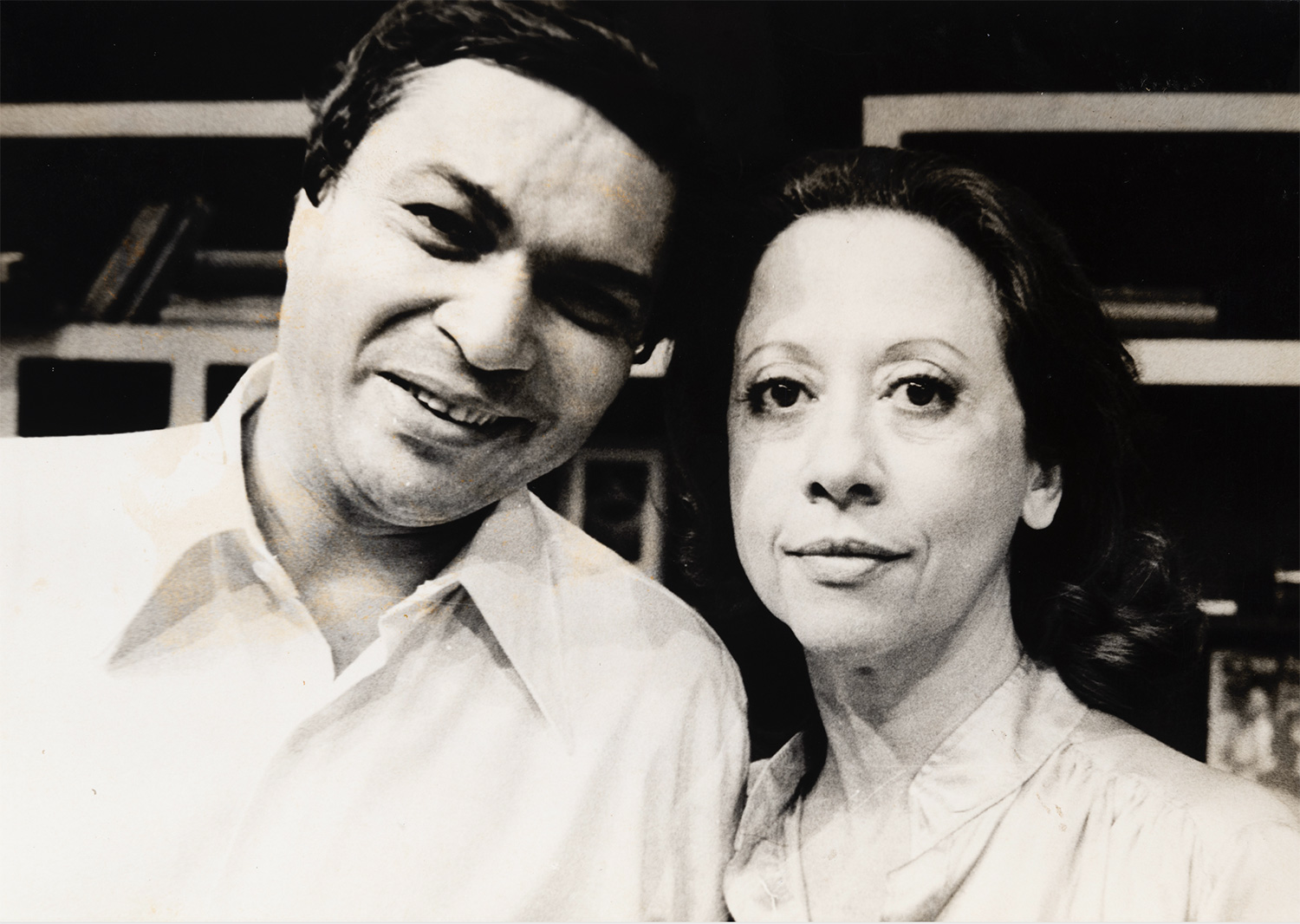
David José e Fernanda Montenegro, "É", 1979

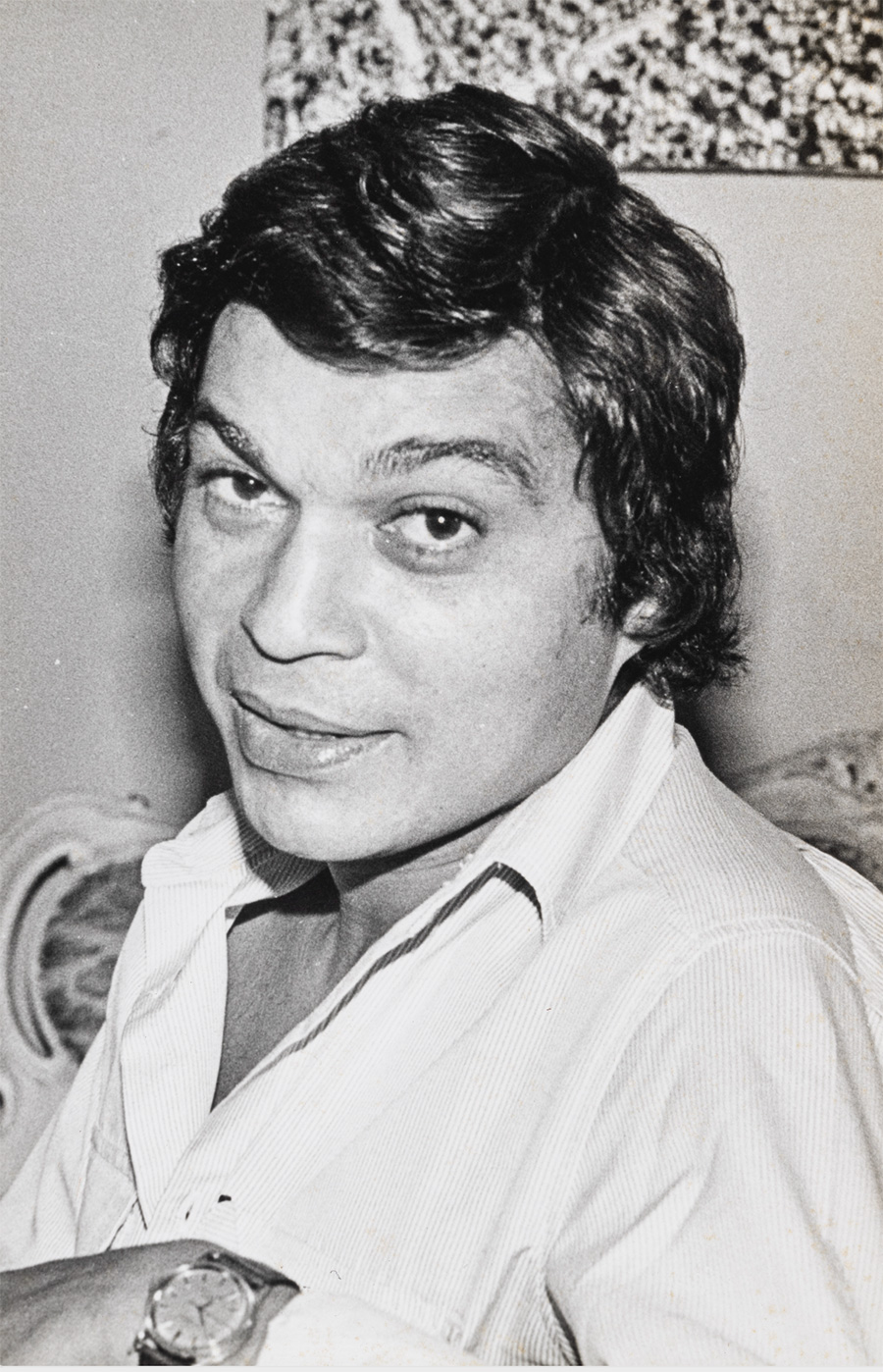
David José, Peça "É", 1979

Em 1979, a convite da atriz Fernanda Montenegro e de seu marido Fernando Torres, David atua na peça "É", de Millôr Fernandes, com direção de Paulo José. Contando também no elenco com a presença das atrizes Esther Góes e Nilda Maria, o espetáculo fica o ano todo em cartaz. Ele e Fernanda Montenegro, enquanto à noite sobem no palco do Teatro Maria Della Costa, durante o dia, na TV Bandeirantes, participam das gravações da telenovela Cara a Cara, de Vicente Sesso. Em 1981, participou da ópera Oedipus Rex, de Igor Stravinsky, realizando a narração do texto de Jean Cocteau. O espetáculo foi apresentado no Theatro Municipal de São Paulo e no Teatro Cultura Artística, sob a regência do maestro Tullio Colacioppo. Participa ainda de algumas produções de teleteatro na TV Cultura e, em 1982, realiza seu último trabalho como ator no filme Nasce Uma Mulher, de Roberto Santos.
De 1980 a 1984, David exerce diversas atividades nas emissoras de TV de São Paulo, entre elas a de diretor de novelas. A partir de 1982, após ser contratado pela divisão de TV do jornal Gazeta Mercantil, começa a atuar como diretor, editor e apresentador de programas jornalísticos. Em 1984, sofre sua segunda paralisia facial, dessa vez no lado esquerdo do rosto, e abandona definitivamente a vida artística. Passa a dedicar-se tão somente aos estudos, ao ensino e à pesquisa, tornando-se professor do Instituto de Artes da Universidade Estadual de Campinas, atividade que exerce durante mais de 20 anos.

## Filmografia (Ficção)[9]
| Ano  | Título                        | Direção                                     | Papel                       | Notas          | Referência |
| ---- | ----------------------------- | ------------------------------------------- | --------------------------- | -------------- | ---------- |
| 1956 | O Sobrado                     | Walter George Durst e Cassiano Gabus Mendes | Rodrigo Cambará             |                |            |
| 1962 | Lampião Rei do Cangaço        | Carlos Coimbra                              | Lampião jovem               |                |            |
| 1966 | Os Marginais                  | Moisés Kendler                              | Papo Amarelo                |                |            |
| 1966 | Domingo no Parque             | Izaías Almada                               | João                        |                |            |
| 1970 | Céleste                       | Michel Gast                                 | Ativista político português |                |            |
| 1974 | Tem Coca-cola no Vatapá       | Pedro Farkas e Rogério Corrêa               | Um produtor de cinema       | Media-metragem |            |
| 1977 | Arroz e Feijão                | Roberto Santos                              | O marido                    | Media-metragem |            |
| 1978 | Doramundo                     | João Batista de Andrade                     | Zé Jaú                      | Co-roteirista  |            |
| 1978 | Uma Estranha História de Amor | John Doo                                    | Diogo                       |                |            |
| 1978 | Os Amantes da Chuva           | Roberto Santos                              | Um jornalista publicitário  |                |            |
| 1981 | O Homem do Pau Brasil         | Joaquim Pedro de Andrade                    | Soldado paulista            |                |            |
| 1982 | Nasce Uma Mulher              | Roberto Santos                              | José, o pai                 |                |            |

## Filmografia (Não Ficção)[9]
| Ano  | Título               | Direção         | Gênero       | Notas    | Referência |
| ---- | -------------------- | --------------- | ------------ | -------- | ---------- |
| 1975 | O Provador de Café   | Sérgio Muniz    | Documentário | Narrador |            |
| 1976 | Um a Um              | Sérgio Muniz    | Documentário | Narrador |            |
| 1977 | Um Caso Comum        | Renato Tapajós  | Documentário | Narrador |            |
| 1978 | Andiamo In’merica    | Sérgio Muniz    | Documentário | Narrador |            |
| 1978 | Todomundo            | Thomaz Farkas   | Documentário | Narrador |            |
| 1978 | Judas na Passarela   | Roberto Santos  | Documentário | Narrador |            |
| 1978 | A Luta do Povo       | Renato Tapajós  | Documentário | Narrador |            |
| 1982 | A Soja Virando Praga | Didier Bertrand | Documentário | Narrador |            |

## Trabalhos no Teatro
| Ano  | Título                 | Autoria                                        | Direção                   | Papel                   | Notas                       | Referência |
| ---- | ---------------------- | ---------------------------------------------- | ------------------------- | ----------------------- | --------------------------- | ---------- |
| 1964 | Tartufo                | Molière                                        | Augusto Boal              | Damis                   |                             | [ 10 ]     |
| 1965 | Arena Conta Zumbi      | A. Boal e G. Guarnieri                         | Augusto Boal              | Um contador da história |                             | [ 11 ]     |
| 1967 | Arena Conta Tiradentes | A. Boal e G. Guarnieri                         | Augusto Boal              | Tiradentes              |                             | [ 12 ]     |
| 1974 | Ser Tão Sertão         | João Guimarães Rosa                            |                           |                         | Seleção de textos e roteiro |            |
| 1977 | Volpone                | Ben Jonson                                     | Antônio Abujamra          | Mosca                   |                             |            |
| 1977 | O Rei David            | Arthur Honegger                                |                           | Solista narrador        | Tradutor do libreto francês |            |
| 1979 | É                      | Millor Fernandes                               | Paulo José                | Professor Oto           |                             |            |
| 1981 | Édipo Rei              | Igor Stravinski e Jean Cocteau (texto francês) | Maestro Tullio Colacioppo | Narrador                |                             |            |

## Trabalhos na Televisão[13]
| Ano  | Título                           | Autoria                                     | Gênero                         | Emissora             | Papel                        | Notas                              |
| ---- | -------------------------------- | ------------------------------------------- | ------------------------------ | -------------------- | ---------------------------- | ---------------------------------- |
| 1954 | As Aventuras de Tom Sawyer       | Mark Twain                                  | Seriado semanal (5 episódios)  | TV Tupi-Difusora, SP | Ben Rodgers                  |                                    |
| 1954 | Pinóquio                         | Carlo Collodi                               | Seriado semanal                | TV Tupi-Difusora, SP | Grilo Falante                |                                    |
| 1955 | Heidi                            | Johanna Spyri                               | Seriado semanal                | TV Tupi-Difusora, SP | Menino das cabras            |                                    |
| 1955 | Sítio do Picapau Amarelo         | Monteiro Lobato                             | Seriado semanal                | TV Tupi-Difusora, SP | Pedrinho                     |                                    |
| 1955 | Oliver Twist                     | Charles Dickens                             | Seriado (2 episódios semanais) | TV Tupi-Difusora, SP | Um dos meninos ladrões       |                                    |
| 1955 | Kim                              | Rudyard Kipling                             | Seriado (2 episódios semanais) | TV Tupi-Difusora, SP | Kim                          |                                    |
| 1956 | Peter Pan                        | James M. Barrie                             | Seriado (1 episódio semanal)   | TV Tupi-Difusora, SP | Menino perdido da floresta   |                                    |
| 1956 | As Aventuras de Tom Sawyer       | Mark Twain                                  | Seriado (1 episódio semanal)   | TV Tupi-Difusora, SP | Tom Sawyer                   |                                    |
| 1956 | As Aventuras de Huckleberry Finn | Mark Twain                                  | Seriado (1 episódio semanal)   | TV Tupi-Difusora, SP | Tom Sawyer                   |                                    |
| 1958 | A Casaca                         | Frank D. Gilroy                             | Teleteatro                     | TV Tupi-Difusora, SP | Colegial protagonista        |                                    |
| 1958 | A Janela                         | Adaptação do filme The Window               | Teleteatro                     | TV Tupi-Difusora, SP | Tommy                        |                                    |
| 1958 | Capitão Estrela                  | Zaé Junior                                  | Seriado (1 episódio semanal)   | TV Tupi-Difusora, SP | Joel                         |                                    |
| 1958 | Ciranda, Cirandinha              | Vida Alves                                  | Seriado (1 episódio semanal)   | TV Tupi-Difusora, SP | Um dos adolescentes          |                                    |
| 1959 | Os Menores da Semana             |                                             | Programa infantil semanal      | TV Tupi-Difusora, SP | Apresentador                 |                                    |
| 1960 | O Último Pirata                  | Arkady Avertchenko                          | Teleteatro                     | TV Tupi-Difusora, SP | Estudante do colégio         |                                    |
| 1965 | O Preço de Uma Vida              | Félix Caignet                               | Telenovela                     | TV Tupi-Difusora, SP | Escravo Dionísio             |                                    |
| 1967 | O Tempo e o Vento (Ana Terra)    | Erico Verissimo                             | Telenovela                     | TV Excelsior, SP     | Pedro Missioneiro            |                                    |
| 1967 | Um Certo Capitão Rodrigo         | Erico Verissimo                             | Telenovela                     | TV Excelsior, SP     | Juvenal Terra                |                                    |
| 1968 | O Direito dos Filhos             | Teixeira Filho                              | Telenovela                     | TV Excelsior, SP     | Oswaldo                      |                                    |
| 1974 | Os Intrusos                      | Minas K. Neto                               | Teleteatro                     | TV Tupi-Difusora     |                              | Adaptação e direção                |
| 1974 | Minha Doce Turma                 | Oduvaldo Vianna Filho                       | Teleteatro                     | TV Globo             | Membro da turma              |                                    |
| 1977 | O Profeta                        | Ivani Ribeiro                               | Telenovela                     | TV Tupi-Difusora, SP | Representante de laboratório |                                    |
| 1979 | Cara a Cara                      | Vicente Sesso                               | Telenovela                     | TV Bandeirantes      | Advogado da madame           |                                    |
| 1980 | O Todo Poderoso                  | Clovis Levi, José Saffioti, Carlos Lombardi | Telenovela                     | TV Bandeirantes      |                              | Co-direção                         |
| 1980 | O Cavalo Amarelo                 | Ivani Ribeiro                               | Telenovela                     | TV Bandeirantes      |                              | Co-direção                         |
| 1980 | Rosa Baiana                      | Lauro César Muniz                           | Telenovela                     | TV Bandeirantes      |                              | Colaboração no argumento e direção |
| 1981 | O Comprador de Fazendas          | Monteiro Lobato                             | Teleteatro                     | TV Cultura, SP       |                              | Direção                            |
| 1981 | O Fiel e a Pedra                 | Osman Lins                                  | Tele-romance (seriado)         | TV Cultura, SP       | Índio                        |                                    |
| 1981 | O Vento do Mar Aberto            | Mário Prata (adaptador)                     | Tele-romance (seriado)         | TV Cultura, SP       | Personagem à beira-mar       |                                    |
| 1981 | Dercy Gonçalves Especial         | Chico de Assis                              | Tele-teatro semanal            | TV Record            |                              | Direção                            |
| 1982 | Crítica e Autocrítica            | Jornal Gazeta Mercantil                     | Programa jornalístico          | TV Bandeirantes      |                              | Direção                            |
| 1983 | Dinheiro                         | Jornal Gazeta Mercantil                     | Jornalismo econômico           | TV Bandeirantes      |                              | Direção                            |
| 1983 | São Paulo Conhece                | Jornal Gazeta Mercantil                     | Jornalismo econômico           | TV Gazeta            |                              | Editor e apresentador              |